# 切赫巴尼奥
切赫巴尼奥，是匈牙利维斯普雷姆州所辖的一个村，总面积12.83平方公里，总人口277，人口密度21.6人/平方公里（2010年1月1日）。